# OTDR

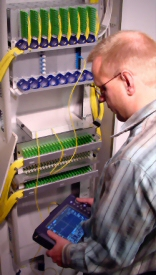
Sử dụng OTDR

Máy đo OTDR là một thiết bị quang điện tử thường được sử dụng để xác định đặc tính của một sợi quang. Máy OTDR bơm vào một loạt các xung quang vào trong sợi quang cần kiểm tra và nó cũng đưa ra tại đầu cuối của sợi quang đó, Ánh sáng được phân tán và bị phản xạ trở lại tại điểm chỉ số phản xạ thay đổi. (Điều này tương đương với một máy đo TDR đo các phản xạ gây bởi sự thay đổi trở kháng trên sợi cáp được kiểm tra.). Cường độ của xung phản xạ được đo và tích hợp như một hàm thời gian và được phác họa thành hàm theo độ dài của cáp.
Máy OTDR có thể sử dụng để ước lượng độ dài sợi quang và suy hao tổng trên toàn sợi, bao gồm suy hao của mối hàn và các đầu connector. Nó cũng được sử dụng để xác định lỗi, như gãy và đo suy hao phản xạ quang.
Thêm vào đó với yêu cầu các đặc trưng về quang hoặc điện, các máy OTDR có khả năng tính toán quan trọng và hiển thị dạng đồ họa, nên chúng có thể cung cấp các tính toán các vấn đề quan trọng một cách tự động.Tuy nhiên, để sử dụng và khai thác đúng một máy OTDR đòi hỏi được đào tạo một kỹ thuật đặc biệt và kinh nghiệm.
OTDR thường được sử dụng để mô tả đặc tính của suy hao và độ dài của cáp quang mới xuất xưởng, kiểm tra bện cáp, vận chuyển vào kho khi cắt, lắp đặt sau khi hàn. Ứng dụng cuối cùng của kiểm tra lắp đặt có nhiều khó khăn hơn, khi đó nó không bị ảnh hưởng bởi khoảng cách quá dài, hoặc có quá nhiều mối hàn đặt ở kc ngắn, hoặc các sợi quang có đặc tính quang học khác nhau được nối với nhau. Các kết quả đo OTDR thường được lưu trữ cẩn thận trong trường hợp sợi quang bị hư hỏng hoặc có yêu cầu bảo hành. Sợi quang hỏng có thể gây thiệt hại nghiêm trọng, trong cả hai trường hợp sửa chữa trực tiếp, và do hậu quả của việc mất dịch vụ.
OTDR có thể đo được tại nhiều bước sóng và kiểu sợi quang khác nhau, thông thường là các bước sóng hay sử dụng như 850, 1310 hay 1550 nm, được sử dụng để xác định suy hao gây ra bởi các đầu connector hoặc các mối hàn.
Dải động quang của một máy OTDR được giới hạn bởi sự pha trộn các yếu tố như độ rộng xung, độ nhạy đầu vào, công suất đầu ra, và thời gian phân tích tín hiệu. Công suất đầu ra xung quang càng cao và độ nhạy đầu vào càng tốt, thì sẽ làm tăng dải đo, và chúng thường được tích hợp và được cố định sẵn trên mỗi một thiết bị riêng lẻ. Tuy nhiên độ rộng xung quang và thời gian phân tích tín hiệu là do người dùng có thể hiệu chỉnh được, và yêu cầu phải được cân bằng với mỗi ứng dụng riêng biệt.
Xung laser dài hơn sẽ làm tăng dải động và độ phân dải đo suy hao tại một khoảng cách….. ví dụ sử dụng một xung có độ dài có thể đo được suy hao tại khoảng cách hơn 100 km, tuy nhiên trong trường hợp này các sự kiện quang chỉ có thể hiển thị trên 1 km chiều dài. Cách này được sử dụng để xác định đặc tính của toàn bộ đường kết nối.